# インドネシアサッカー協会
インドネシアサッカー協会（インドネシアサッカーきょうかい）は、インドネシアにおけるサッカー協会である。略称はPSSI。

## 概要
1952年、国際サッカー連盟（FIFA）に加盟。1954年のアジアサッカー連盟（AFC）創設メンバーであり、創設と同時にAFCに加盟。
2015年5月30日、国内リーグの運営に対して政府が介入し対立が解消されていないためFIFAはインドネシアサッカー協会に対して資格停止処分を課すことを決定したが、資格停止処分は2016年5月13日に解除された。
国内リーグは暴行や差別主義が当たり前であり、世界で最も凶悪で愚かなリーグとしても知られる。ベトナムなど他の東南アジアの国と同様に近年、サッカー人気が高まっている。一方で、サポーターの暴力性や差別主義といった異常な実態についても知られており、試合に勝てばサポーターが対戦相手を侮辱し、負ければ暴徒化することが珍しくない。国内リーグでは1994年以降、2019年までに74人が試合中に暴動で死亡。2018年には対戦チームのサポーターを殴り殺す殺人事件が発生、2022年は試合に負けたチームのサポーターが暴徒化し、機動隊が出動、観客が会場の出口付近に殺到、群衆雪崩が発生し、呼吸障害で150人以上が死亡した。

## 運営・組織
- サッカーインドネシア代表
- サッカーインドネシア女子代表
- U-23サッカーインドネシア代表
- U-20サッカーインドネシア代表（英語版）
- U-17サッカーインドネシア代表（英語版）
- フットサルインドネシア代表（英語版）

## 歴代会長
- Soeratin Sosrosoegondo (1930–1940)
- Artono Martosoewignyo (1941–1949)
- Maladi (1950–1959)
- Abdul Wahab Djojohadikusumo (1960–1964)
- Maulwi Saelan (1964–1967)
- Kosasih Poerwanegara (1967–1974)
- Bardosono (1975–1977)
- Moehono (1977)
- Ali Sadikin (1978–1981)
- Syarnoebi Said (1982–1983)
- Kardono (1983–1991)
- Azwar Anas (1991–1999)
- アグム・グメラール (1999–2003)
- ヌルディン・ハリド (2003–2011)
- アグム・グメラール (2011)
- ジョハル・アリフィン・フセイン (2011-2015)
- ラ・ニャラ・マッタリッティ (2015-2016)
- ヒンカ・パンジャイタン (2016)
- エディ・ラフマヤディ (2016-2019)
- ジョコ・ドリヨノ (2019)
- イワン・ブディアント (2019)
- モカマド・イリアワン (2019-2023)
- エリック・トヒル (2023-)